# شروق وفا
شروق وفا (13 مايو 1997 في مصر - ) لاعبة شطرنج من مصر.

## روابط خارجية
- شروق وفا على موقع الاتحاد الدولي للشطرنج (الإنجليزية)
- شروق وفا على موقع مباريات الشطرنج (الإنجليزية)
- شروق وفا على موقع 365Chess.com (الإنجليزية)
- شروق وفا على موقع Chesstempo.com (الإنجليزية)